# Astrid (krater)
För andra betydelser, se Astrid.
Astrid är en nedslagskrater med en diameter på 10 kilometer, på planeten Venus. Astrid har fått sitt namn efter det nordiska kvinnonamnet Astrid.